# Izoterma Freundlicha

Przykładowy wykres równania Freundlicha (q=K_{f}·C^{n}, K_{f}=4, n=0,6)

Izoterma Freundlicha – rodzaj empirycznej izotermy adsorpcji, która opisuje adsorpcję na powierzchniach heterogenicznych (energetycznie niejednorodnych) oraz na adsorbentach mikroporowatych.
Różne formy równania Herberta Freundlicha dla adsorpcji z fazy gazowej:
{\displaystyle a=kp^{1/n},}
{\displaystyle a=a_{m}(Kp)^{m},}
{\displaystyle a=a_{m}(p/p_{s})^{m},}
gdzie:
{\displaystyle a} – adsorpcja rzeczywista,
{\displaystyle a_{m}} – wielkość adsorpcji odpowiadająca zapełnieniu warstwy adsorpcyjnej lub zapełnieniu mikroporów,
{\displaystyle k} – stała,
{\displaystyle K} – stała równowagi adsorpcji,
{\displaystyle p} – ciśnienie adsorbatu,
{\displaystyle x=p/p_{s}} – tzw. ciśnienie względne ({\displaystyle p_{s}} – ciśnienie pary nasyconej),
{\displaystyle n,m} – empirycznie określone tzw. parametry heterogeniczności ({\displaystyle m=1/n\leqslant 1} – im wartość {\displaystyle m} jest mniejsza, tym większa jest niejednorodność energetyczna układu adsorpcyjnego).
Równanie to stosuje się szczególnie do adsorpcji na mikroporowatych węglach aktywnych z rozcieńczonych roztworów wodnych związków organicznych – w powyższych równaniach należy zastąpić ciśnienie stężeniem:
{\displaystyle a=kc^{1/n},}
{\displaystyle a=a_{m}(Kc)^{m},}
{\displaystyle a=a_{m}(c/c_{s})^{m}.}
W różnych układach eksperymentalnych obserwowana jest ograniczona zgodność danych adsorpcji z równaniem izotermy Freundlicha (przybliżenie fragmentu krzywej odcinkiem prostej). Niektóre izotermy teoretyczne również redukują się do izotermy Freundlicha (np. izoterma GF dla niskich stężeń). W ramach teorii adsorpcji zlokalizowanej na niejednorodnych energetycznie ciałach stałych izotermie Freundlicha odpowiada eksponencjalnie malejąca funkcja rozkładu energii, {\displaystyle f(E)=A\exp(-mE),} jednak w przeciwieństwie do równań opartych na monowarstwowym równaniu Langmuira, izoterma Freundlicha nie zawiera ograniczenia wielkości adsorpcji monowarstwą.
To empiryczne równanie znalazło również pewne uzasadnienie teoretyczne w ramach teorii potencjałowej Euckena i Polanyi’ego oraz teorii objętościowego zapełniania mikroporów (TOZM) Dubinina i Raduszkiewicza (zob. izoterma DR). Może być również uważane za jedno z rozwiązań całkowego równania Stoeckliego. W ramach tych teorii równanie Freundlicha opisuje adsorpcję w mikroporach o określonej strukturze i powinno być przedstawione jako:
{\displaystyle a=a_{o}\exp \left[-B_{1}RT\ln \left({\frac {p_{o}}{p}}\right)\right]=a_{o}\left({\frac {p}{p_{o}}}\right)^{B_{1}RT}} dla {\displaystyle p\leqslant p_{o},}
gdzie:
{\displaystyle a_{o}} – pojemność mikroporów (pojemność adsorpcyjna – nie mylić z objętością),
{\displaystyle B_{1}} – parametr strukturalny,
{\displaystyle p_{o}} – ciśnienie przy którym mikropory zostaną całkowicie zapełnione (z reguły niższa niż ciśnienie pary nasyconej),
{\displaystyle R} – stała gazowa,
{\displaystyle T} – temperatura.
W układzie logarytmicznym (log(a) od log(c)) dane adsorpcji zgodne z równaniem Freundlicha układają się wzdłuż linii prostej, co pozwala na bardzo łatwe wyznaczanie parametrów równania i opis układów doświadczalnych z pomocą wyznaczonych parametrów.